# Servo (software)
Servo será el nuevo motor de renderizado libre escrito en Rust que sucederá a Gecko. Actualmente su desarrollo es gestionado por la Fundación Mozilla y la Corporación Mozilla bajo el apoyo de Samsung.
Servo fue iniciado en febrero de 2012, cuando los desarrolladores tuvieron que detener la característica Electrolysis usada para el aislamiento de procesos por cuestiones de estabilidad. Es una arquitectura para aplicaciones multiplataforma, cuyo enfoque está en la mayor seguridad y fluidez en arquitecturas de alta gama. El desarrollador encargado Paul Rouget anunció en su blog, que aún está proyectado el lanzamiento en los próximos años.